# Simone Roos
Simone Margreet Roos (Voorburg, 19 december 1964) is een Nederlands juriste en bestuurder. Van 11 juni 2018 tot 12 november 2022 was ze griffier van de Tweede Kamer.

## Biografie
Roos studeerde rechten aan de Universiteit van Amsterdam. In 1987 begon ze haar loopbaan bij het ministerie van Binnenlandse Zaken. Daarna werkte ze circa tien jaar voor de Vereniging van Nederlandse Gemeenten. Na een korte overstap naar de particuliere sector bekleedde zij verschillende functies bij de ministeries van Sociale Zaken en Werkgelegenheid en Onderwijs, Cultuur en Wetenschap. Van 2009 tot 2014 was zij lid van de Raad voor de Rechtspraak. Van 2014 tot 2018 was zij directeur-generaal overheidsorganisatie bij het ministerie van Binnenlandse Zaken en Koninkrijksrelaties.
Als griffier van de Tweede Kamer adviseerde zij vanaf juni 2018 de Tweede Kamer, de voorzitter en het presidium over procedurele en staatsrechtelijke aspecten. Tevens was zij het hoofd van de ambtelijke organisatie.
Op 11 november 2022 legde zij haar taken neer, samen met het merendeel van het management. Ze vond dat de politieke leiding onvoldoende opkwam voor de sociale veiligheid van ambtenaren, in het kader van een mogelijk onderzoek naar oud- voorzitter van de Tweede Kamer Khadija Arib. Zij concludeerde: "Als werkgever moet ik een sociaal veilige werkomgeving kunnen bieden, ook, of misschien zelfs juist, in een complexe werkomgeving als de Tweede Kamer. Mijn conclusie is dat dit niet (meer) mogelijk is." Roos van een van de hoge ambtenaren die volgens een onderzoek van Follow the Money en NRC door middel van tranen, leugens en manipulatie Khadija Arib ten val brachten.
Met ingang van 1 mei 2023 werd Roos lid van de korpsleiding met de portefeuille bedrijfsvoering van de Politie.